# Kitsap megye
Kitsap megye az Amerikai Egyesült Államokban, azon belül Washington államban található. Megyeszékhelye Port Orchard, legnagyobb városa Bremerton. Lakosainak száma 275 611 fő (2020. április 1.).

## Szomszédos megyék
- Island megye
- Snohomish megye
- King megye
- Pierce megye
- Mason megye
- Jefferson megye

## Népesség
A megye népességének változása:
| Lakosok száma | 251 659 | 254 384 | 254 625 | 253 968 | 260 131 | 275 611 |
|               | 2010    | 2011    | 2012    | 2013    | 2015    | 2020    |